# Зелёный фазан
Зелёный фазан (лат. Phasianus versicolor) — вид птиц семейства фазановых отряда курообразных. Населяет в качестве эндемического вида основные острова Японии — Хонсю, Сикоку и Кюсю, где встречается в холмистой, покрытой кустарниками местности. Интродуцирован на Гавайях и в Северной Америке. Некоторые орнитологи подвергают сомнению его статус как отдельный вид и рассматривают зелёного фазана как один из подвидов обыкновенного фазана (Phasianus colchicus). По данным других исследователей, зелёный фазан образует с ним общий надвид. Иногда встречается гибридизация с медным фазаном (Phasianus soemmerringii).

## Описание
Самец зелёного фазана достигает длины от 75 до 89 см, из них от 28 до 42 см составляет хвост. Длина крыльев составляет 225—243 мм, а масса варьирует от 0,9 до 1,1 кг. Самка значительно меньше, её длина составляет 53—62 см, в том числе хвост 21—28 см. Длина крыльев насчитывает 200—230 мм, а масса находится в пределах 0,8—0,9 кг. Таким образом, зелёный фазан значительно мельче своего сородича, обыкновенного фазана.